# Ред-Дір (Альберта)
 Ред-Дір (англ. Red Deer — «Олень благородний») — місто в провінції Альберта у Канаді. Назва походить від річки Ред-Дір, яка тече через місто. Місто налічує 100 418 мешканців (2016).

## Уродженці
- Джефф Онджер (*1968) — канадський футболіст.
- Ренді Моллер (* 1963) — канадський хокеїст.
- Бред Ліб (* 1979) — канадський хокеїст.

## Галерея

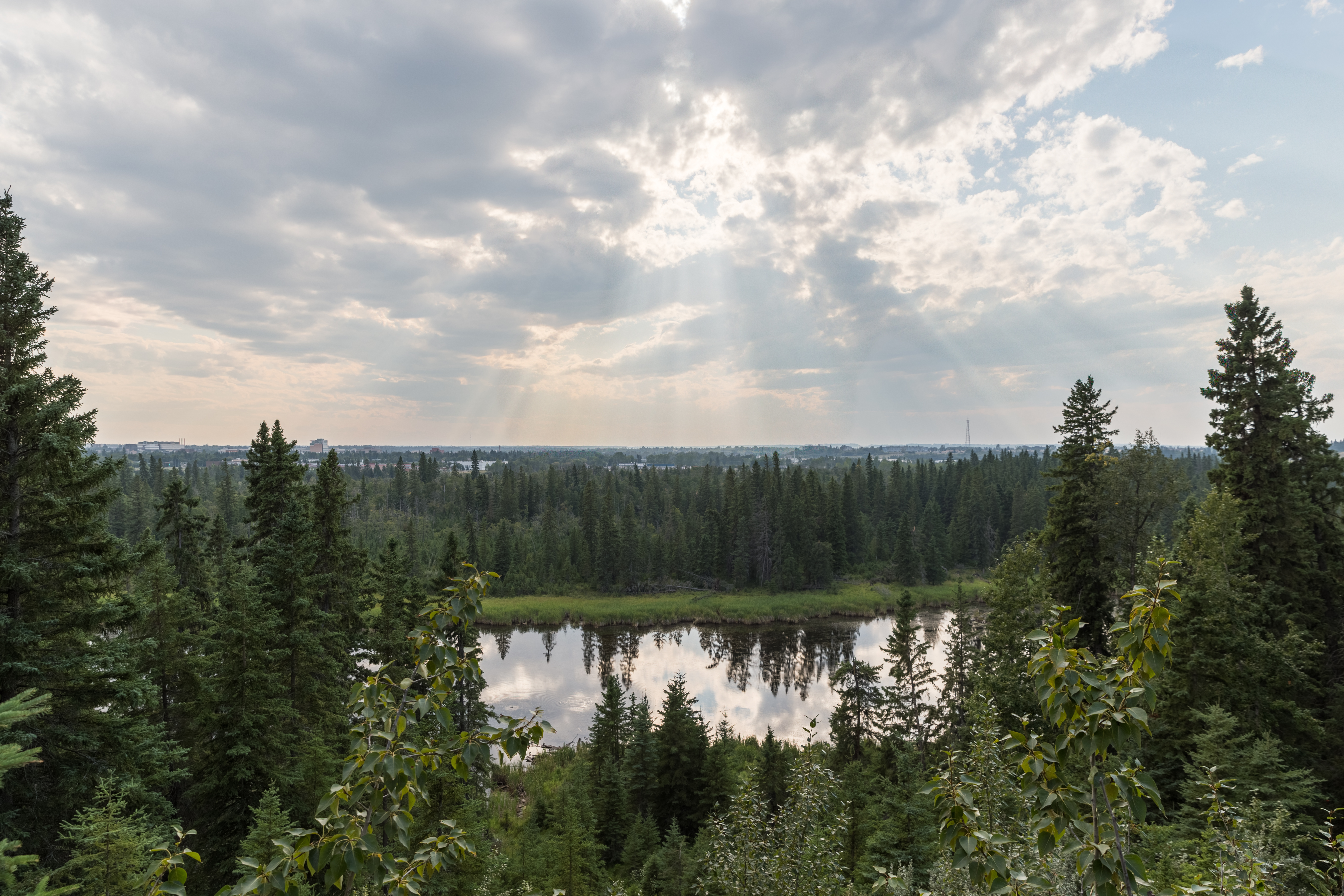
Природний центр Керрі-Вуд
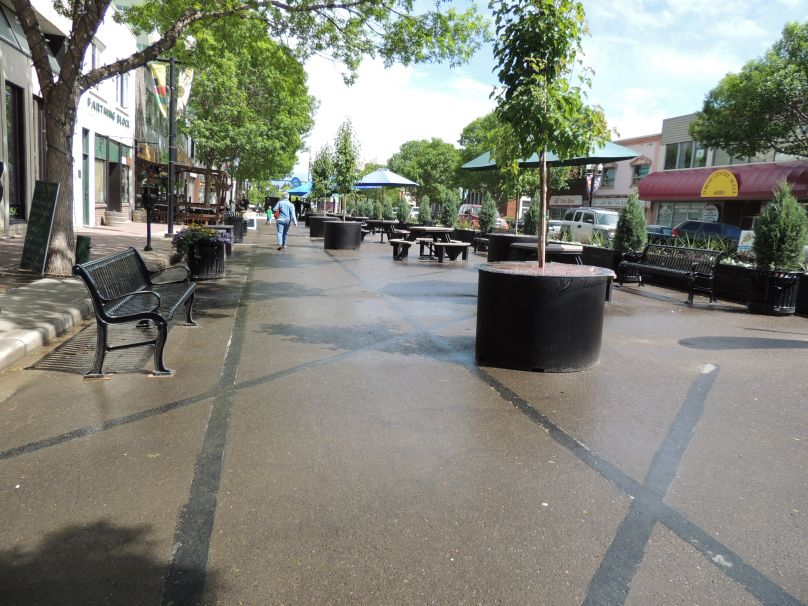
Центр міста
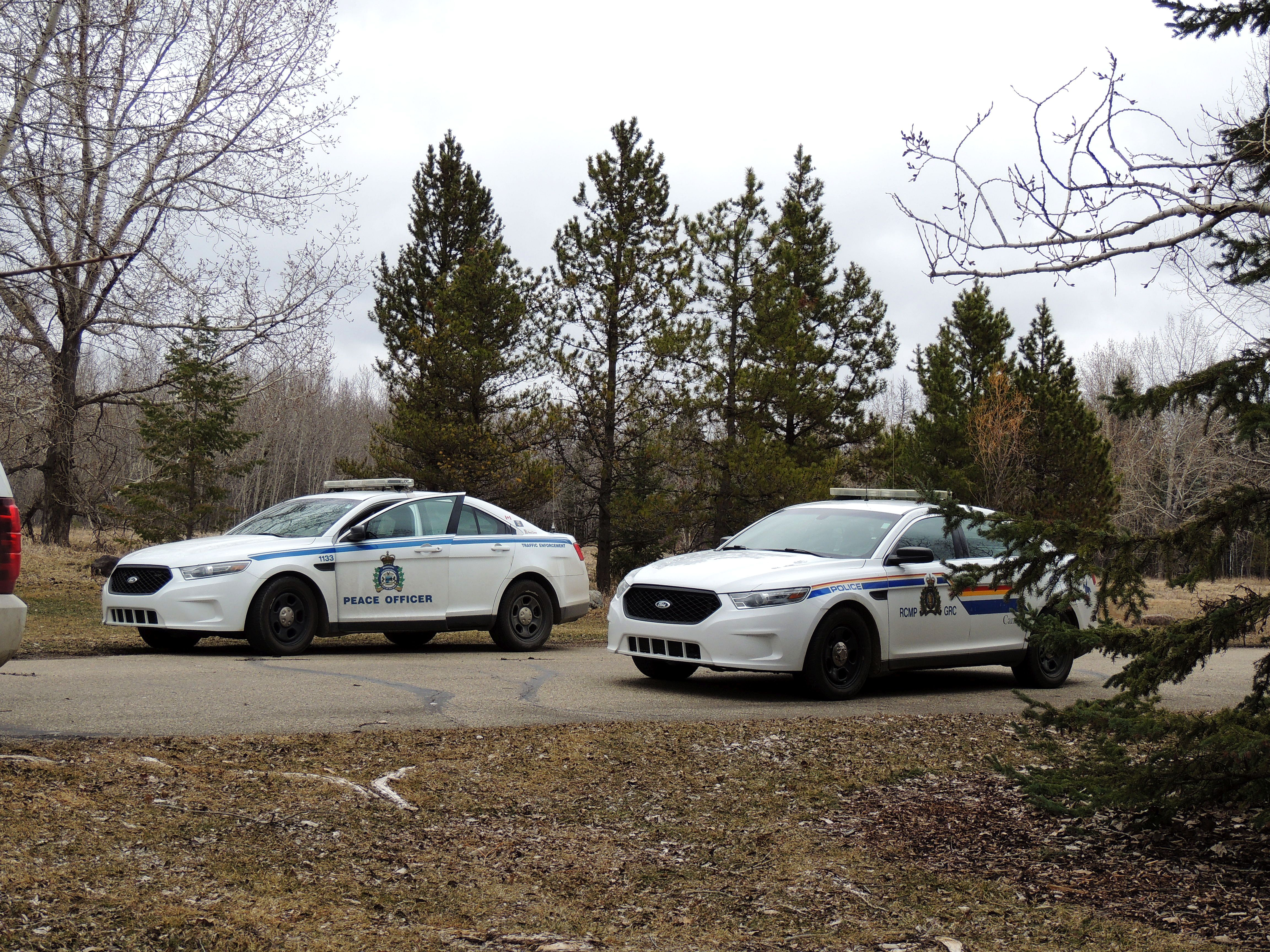
Автівки аварійно-рятувальної служби